# Allactaga
Genre
Le genre Allactaga, appelé four and five-toed jerboas (Gerboises à quatre ou cinq orteils) par les anglophones.

## Liste des sous-genres et espèces
Selon Mammal Species of the World (version 3, 2005)  (29 mai 2016), 12 espèces réparties dans 4 sous-genres :
- sous-genre Allactaga (Allactaga)
  - Allactaga elater - Petite gerboise[2]
  - Allactaga firouzi
  - Allactaga hotsoni
  - Allactaga major
  - Allactaga severtzovi
  - Allactaga vinogradovi - Gerboise de Vinogradov[2]
- sous-genre Allactaga (Orientallactaga)
  - Allactaga balikunica
  - Allactaga bullata - Gerboise de Gobi[2]
  - Allactaga sibirica - Gerboise de Sibérie[2]
- sous-genre Allactaga (Paralactaga)
  - Allactaga euphratica
  - Allactaga williamsi
- sous-genre Allactaga (Scarturus)
  - Allactaga tetradactyla - Gerboise à quatre doigts[2]

Selon ITIS (29 mai 2016), 12 espèces :
- Allactaga toussi Darvish, Hajjar, Matin, Haddad and Akbary rad, 2008
- sous-genre Allactaga (Allactaga) F. Cuvier, 1837 
  - Allactaga elater (Lichtenstein, 1828)
  - Allactaga hotsoni Thomas, 1920
  - Allactaga major (Kerr, 1792)
  - Allactaga severtzovi Vinogradov, 1925
  - Allactaga vinogradovi Argyropulo, 1941
- sous-genre Allactaga (Orientallactaga) Shenbrot, 1984
  - Allactaga balikunica Hsia and Fang, 1964
  - Allactaga bullata G. M. Allen, 1925
  - Allactaga sibirica (Forster, 1778)
- sous-genre Allactaga (Paralactaga) Young, 1927
  - Allactaga euphratica Thomas, 1881
  - Allactaga williamsi Thomas, 1897
- sous-espèce Allactaga (Scarturus) Gloger, 1841 
  - Allactaga tetradactyla (Lichtenstein, 1823)

Selon NCBI (29 mai 2016) il y aurait 11 espèces dans ce genre :
- Allactaga balikunica
- Allactaga bullata
- Allactaga elater
- Allactaga euphratica
- Allactaga firouzi
- Allactaga hotsoni
- Allactaga major
- Allactaga sibirica
- Allactaga tetradactyla
- Allactaga toussi
- Allactaga williamsi